# KuGou
KuGou (tiếng Trung: 酷狗音乐) là một dịch vụ tải nhạc và phát nhạc trực tuyến của Trung Quốc được thành lập vào năm 2004 và thuộc sở hữu của Tencent Music. Đây là dịch vụ phát trực tuyến nhạc lớn nhất trên thế giới, với hơn 450 triệu người dùng hoạt động hàng tháng. KuGou là dịch vụ âm nhạc trực tuyến lớn nhất ở Trung Quốc, với 28% thị phần.
KuGou có hơn 800 triệu người dùng. Một sự hợp nhất giữa China Music Corporation và Tencent's QQ Music (QQ乐) đã được công bố vào ngày 15 tháng 7 năm 2016. Các dịch vụ dự kiến sẽ tiếp tục được cung cấp riêng lẻ. Cùng với Kuwo (酷我音乐), một dịch vụ âm nhạc trực tuyến khác cũng thuộc sở hữu của Tencent Music và là dịch vụ lớn thứ ba ở Trung Quốc, KuGou tổ chức lễ trao giải âm nhạc, KU Music Asian Music Awards, còn được gọi là Giải thưởng Liên hoan Âm nhạc Châu Á. Dịch vụ này chỉ có ở Trung Quốc.